# Irina Andrijivna Verescsuk
Irina Andrijivna Verescsuk, született Irina Lucik (ukrán nyelven Ірина Андріївна Верещук; Rava-Ruszka, Lvivi terület, 1979. november 30.) ukrán jogász, politikus, 2021. november 4-től miniszterelnök-helyettes, Ukrajna ideiglenesen megszállt területei reintegrációját felügyelő miniszter.

## Életpályája
Anyja bolti eladóként, apja a villamosenergia-iparban dolgozott. Lányuk szülővárosa, a lengyel határhoz közeli Rava Ruszka bentlakásos iskolájában tanult. 1997-től a Lvivi Műszaki Egyetem katonai intézetének hallgatója volt, 2002-ben diplomázott, szakterülete a nemzetközi információ. Öt évig tisztként szolgált és főhadnagyi rendfokozatot ért el az Ukrán Fegyveres Erőknél, közben második diplomát is szerzett az Ivan Franko Lvivi Nemzeti Egyetem jogi karán 2006-ban. 2008–2010 között az Ukrajna elnöke mellett működő Nemzeti Közigazgatási Akadémia Lvivi Regionális Intézetének volt aspiránsa. 2015-ben kandidátus fokozatot szerzett államigazgatás szakterületen; disszertációjában az ukrán közigazgatási és területi struktúra megújításának szervezeti és jogi kérdéseivel foglalkozott.  
Jogászként Rava-Ruszka közigazgatásában és a Lvivi terület Zsovkvai járása közigazgatási hivatalának helyettes vezetőjeként dolgozott. 2010 és 2015 között szülővárosa polgármesteri tisztségét töltötte be, 2015-ben Kijevbe költözött. 2017-ben a Mihajlo Drahomanov Ukrán Nemzeti Pedagógiai Egyetem politológia tanszékének docense lett. 2016-tól 2019-ig a balti- és fekete-tengeri együttműködéssel foglalkozó nemzetközi szervezet (NGO) igazgatója volt.
A 2019-es ukrajnai parlamenti választásokon A Nép Szolgája elnöki csoportosulás képviseletében mandátumot szerzett az Ukrán Legfelsőbb Tanácsban (Verhovna Rada, parlament). A parlament nemzetbiztonsági, védelmi és hírszerzési bizottságának tagja volt. A 2020-as helyhatósági választáson A Nép Szolgája parlamenti frakció jelöltjeként indult a főváros polgármesteri székéért, de csupán a szavazatok 5,44%-át szerezte meg. Egyike volt annak a több száz ukrán állampolgárnak, akiket az orosz kormány 2020. december 11-én szankciókkal sújtott.
2021. november 4-én Denisz Smihal kormányában miniszterelnök-helyettes és az ideiglenesen megszállt területek reintegrációjáért felelős miniszter lett. Kinevezése miatt lemondott parlamenti mandátumáról.
A sajtóban megjelent egyes határozott megnyilatkozásai, illetve az őt ért gyanusítgatások egy időben országos figyelmet keltettek. Már miniszterelnök-helyettesként Magyarország Ukrajnával kapcsolatos álláspontját is keményen bírálta, és ezt a magyar fél határozottan visszautasította, miközben elismerte, hogy az ukrán vezetés „emberfeletti munkát végez, hatalmas felelősséggel abban a tragikus helyzetben, amelyben Ukrajna hősies küzdelmet folytat az agresszió ellen…”
A 2022-es orosz invázió idején Irina Verescsuk szüntelen erőfeszítéseket tett és tesz a civil lakosság segélyezése, mentése, az ostromlott városokban humanitárius folyósok nyitása és a fogolycserék érdekében.
2024. szeptember eleji kormányátalakításkor több miniszterrel együtt Irina Verescsuk is beadta lemondását, de az ő és egy másik miniszter beadványát az Ukrajnai Parlament (Verhovna Rada) nem fogadta el. Egy másik, szintén szeptember 4-i hír szerint várhatóan átkerül az elnöki hivatalba, ahol a szociálpolitikával foglalkozik majd. Egy szintén szeptember 4-i hír valószínűnek tartotta, hogy áthelyezik az elnöki hivatalba, ahol a szociálpolitikával foglalkozik majd.

### Magánélete
Férje (élettársa) ezredes, az SZBU „Alfa” különleges egység lvivi alakulatának parancsnoka volt. 2010 óta vannak együtt. Az orosz invázió előtt adott interjúban Irina Verescsuk elmondta, hogy velük él az első házasságában született fia, Oleh (2004), és férjének egyik fia, Petro is.